# Musica nel buio
Musica nel buio (Musik i mörker) è un film diretto da Ingmar Bergman nel 1948 e prodotto da Lorens Marmstedt.

## Trama
Il pianista Bengt Vyldeke è diventato cieco a causa di un incidente durante il servizio militare. Dopo l'incidente si chiude in sé stesso. La sua condizione lo costringe a trovare un aiuto ed assume una ragazza, Ingrid, sua coetanea, orfana di padre. Tra i due nasce una simpatia ma poi si separano: lui cerca di trovare impiego come pianista; lei torna agli studi.
La vita di Bengt non è facile a causa della cecità e si rassegna ad iscriversi ad una scuola per non vedenti. I due si incontrano nuovamente e ricominciano a frequentarsi, ma quando Bengt viene a sapere che lei è già fidanzata tenta il suicidio. Ingrid intuisce il suo dramma, lo cerca e riesce ad evitare il suo gesto disperato. Il sentimento che li lega diviene più intenso e si sposano nonostante la contrarietà del tutore della ragazza.

## Analisi del film
Il tema è simile a quello che si trova nel film La terra del desiderio dove l'amore salva dalla disperazione. Ritornano i temi del contrasto tra i giovani e gli anziani e quello del disadattamento sociale. L'opera ebbe un modesto successo ma sufficiente per dare ancora fiducia a Bergman da parte della Svensk Filmindustri che gli commissionò la sceneggiatura La furia del peccato ed Eva e in seguito un film, Città portuale che sarà tratto da un romanzo di Otto Landsberg.
Il film risale all'epoca immediatamente successiva al trasferimento a Göteborg, nell'autunno del 1946, la città con il teatro di cui Bergman fu nominato primo regista. Nel 1947 realizzò i due film, La terra del desiderio e Musica nel buio. Quest'ultimo fu «finalmente un successo, anche se modesto, grazie principalmente all'attivismo del produttore». La tematica dell'amore contrastato, di cui, sempre Sergio Trasatti, ha rilevato anche una banalità a tratti, avrà un'evoluzione in quei film, a partire da Il settimo sigillo del 1957, dove la «profonda analisi dell'animo umano oppresso da un'angosciosa incertezza hanno dato alle sue opere un'importanza di primo piano nel cinema moderno».